# Blackout (zespół muzyczny)
Blackout – polski zespół bigbitowy założony przez gitarzystę i wokalistę Tadeusza Nalepę, wokalistę Stanisława Guzka oraz piosenkarkę Mirę Kubasińską w Rzeszowie w sierpniu 1965 roku.

## Działalność grupy
Do wymienionych wyżej osób dołączyli gitarzysta basowy Krzysztof Potocki oraz Andrzej Zawadzki, grający na gitarze. Pierwszy występ zespołu odbył się 3 września 1965 r. w rzeszowskim klubie „Łącznościowiec”. Właściwy rozwój zespołu nastąpił, kiedy Nalepa poznał mieszkającego wówczas w Rzeszowie poetę Bogdana Loebla, z którym współpraca trwała długie lata. Jego teksty pomogły w rozwoju zespołu. Na rzeszowskich I Krajowych Targach Piosenki w 1965 Blackout otrzymał wyróżnienie za interpretację i został zaproszony na nagrania do Młodzieżowego Studia „Rytm”. Piosenki stworzone przez Nalepę i Loebla trafiły na ogólnopolską antenę Polskiego Radia i Telewizji. W 1966 zespół otrzymał III nagrodę na Wiosennym Festiwalu Muzyki Nastolatków w Gdańsku. Wystąpił też w KFPP w Opolu w Koncercie Młodości oraz w koncercie Jazz-Beat w Warszawie.
W 1966 roku w zespole grali gitarzyści Piotr Nowak i Andrzej Solecki. Ostatecznie jednak ukształtował się następujący skład grupy:
- Tadeusz Nalepa (gitara, śpiew),
- Mira Kubasińska (śpiew),
- Stanisław Guzek (śpiew),
- Krzysztof Dłutowski (pianino, organy),
- Robert Świercz (gitara basowa),
- Józef Hajdasz (perkusja).

Zespół nagrał płytę długogrającą Blackout i kilka mniejszych wydawnictw. Najbardziej znanym przebojem grupy jest Anna, wykonywana później solowo przez Stanisława Guzka, czyli Stana Borysa (po zmianie nazwiska). 
Blackout istniał do końca 1967 roku. W lutym następnego roku Nalepa zmienił nazwę na Breakout. Ze składu odeszli Stanisław Guzek i Robert Świercz, a do zespołu dołączył gitarzysta basowy Janusz Zieliński. Zespół reaktywował się na moment w 1992, aby wystąpić w koncercie wspomnieniowym w sopockiej Operze Leśnej.

## Dyskografia

### Albumy
- 1967 Blackout (LP, Polskie Nagrania „Muza” XL 0437)

### EP
- 1966 Blackout (EP, Muza N-0424)
- 1966 Blackout (EP, Muza N-0425)
- 1967 Blackout (EP, Muza N-0500)
- 1967 Blackout (EP, Muza N-0513)

### Single
- 1966 Blackout (SP, Muza SP-178)
- 1967 Blackout (SP, Pronit SP-187)

### Inne
- 1966 Blackout (Pocztówka, Muza KP-91)
- 1967 Blackout (Pocztówka, Muza KP-104)

### Kompilacje
- 1968 Blackout / No To Co (SP, Muza ZL-506)
- 1970 Zaśpiewaj z nami – IV Krajowy Zjazd ZMW (LP, Muza SXL-0596)
- 1991 Złote lata polskiego beatu 1966 vol. 1 (LP, Muza SX-3049)
- 1991 Złote lata polskiego beatu 1966 vol. 2 (LP, Muza SX-3050)
- 1991 Stan Borys: The best of Stan Borys (LP, Muza SX-3029)
- 1994 Blackout 2 (CD, Digiton DIG 131)
- 1997 Blackout, Breakout i Mira Kubasińska – Gold CD, Rubicon, R – 0086)
- 2003 Studnia bez wody (CD, Universal Music PL / Polskie Radio, 067 535 2 131)

### Jako zespół sesyjny
- 1967 Coctail młodości (LP, Pronit XL-0417)
- 1967 Z młodością na ty (LP, Muza XL-0435)
- 1990 Gwiazdy mocnego uderzenia (LP, Muza SX-2800)
- 1991 Złote lata polskiego beatu 1967 vol. 1 (LP, Muza SX-3051)
- 1991 Złote lata polskiego beatu 1967 vol. 2 (LP, Muza SX-3052)